# Ursule Mbah
Ursule Mbah Ngoh, née le 29 janvier 1978 à Douala, est une handballeuse internationale camerounaise. Elle mesure 1,63 m et évolue au poste de demi-centre ou d'arrière droite.

## Biographie
Ursule Mbah débute le handball à huit ans car il manquait une gardienne dans l'équipe de son père. Elle évolue ensuite avec le Camship de Douala à partir de 1993 avant de rejoindre en 1996 le club rival de l'AS CNPS Yaoundé avec lequel elle est deux fois championne du Cameroun et remporte une coupe nationale. Entre temps, elle connait sa première sélection avec le Cameroun en 1994.
Entre 1998 et 2001, elle évolue pour le club ivoirien de l'Africa Sports National, l'un des meilleurs clubs d'Afrique.
En 2001, elle rejoint la France et le club breton de Lesneven-Le Folgoët qui évolue en Nationale 1. Le club fusionne en 2004 avec le Brest Penn-ar-Bed pour former l'Arvor 29. Elle contribue à la progression du club qui est champion de France de Nationale 1 en 2005.
Avec le Cameroun, elle participe aux grandes heures de l'équipe nationale avec la victoire aux Jeux africains de 2003 (en), la médaille d'argent au championnat d'Afrique 2004 — compétition  où elle est élue meilleure demi-centre, — et la participation au Championnat du monde 2005, terminé à la 22e place.
Avec Brest, elle remporte la Division 2 en 2008 et évolue alors une saison en première division avant de quitter le club en 2009. Elle évolue par la suite au Landi Lampaul Handball.

## Palmarès

### En clubs
Compétitions internationales
- Finaliste de la Ligue des champions d'Afrique : 1999, 2000
- Vainqueur de la Coupe des vainqueurs de coupe : 1998[réf. nécessaire], 2000, 2001[réf. nécessaire]
- Finaliste de la Supercoupe d'Afrique : 1998[réf. nécessaire], 2000, 2001[réf. nécessaire]

Compétitions nationales
- Championnat du Cameroun (2) : 1996, 1998[4]
- Coupe du Cameroun (1) : ?[4]
- Championnat de Côte d'Ivoire (1) : ?[4]
- Coupe de Côte d'Ivoire (2) : ?[4]
- Championnat de France de Nationale 1 (1) : 2005
- Championnat de France de Division 2 (1) : 2008

### En équipe nationale
- Médaille d'or aux Jeux africains de 2003 (en)[4],[6]
- Médaille d'argent au championnat d'Afrique 2004[4]
- 22e place au Championnat du monde 2005.

### Distinctions individuelles
- élue meilleure demi-centre du championnat d'Afrique 2004[4],[3].